# Stephanos I Sidarouss
Stephanos I. Sidarouss, C.M. (Cairo, 22 de fevereiro de 1904 - Cairo, 23 de agosto de 1987) foi Patriarca de Alexandria da Igreja Católica Copta e cardeal da Igreja Católica Romana.

## Vida e carreira eclesiástica

### Primeiros Anos e Sacerdócio
Stephanos entrou na Congregação dos Vicentinos e viveu na França , onde ele levou seus estudos por diante. Ele foi recebido na Catedral Dax em 22 de julho de 1939 - Dax é o berço do fundador da ordem dos lazaristas Vincent de Paul - ordenado sacerdote . De 1939 a 1946 foi aluno do seminário religioso em Évreux e participou do escolasticismo em Dax e em Montmagny (Val-d'Oise) . De 1946 a 1947 ele foi diretor do Instituto para a Igreja Católica Copta em Tantah (Egito).

### Episcopado e Patriarca de Alexandria
Em 9 de agosto de 1947, ele recebeu a nomeação como bispo titular de Sais e foi nomeado bispo auxiliar em Alexandria nomeado. A ordenação episcopal doado a ele em 25 de janeiro de 1948 Patriarca Markos II. Khouzam , co-consecrators foram Alexandros Scandar , Bispo de Assiut , e Pietro Dib , maronita Bispo de Cairo .
Em 10 de maio de 1958, Stephanos Sidarouss foi eleito Patriarca Católico Copta de Alexandria . Em 22 de fevereiro de 1965, ele foi substituído pelo papa Paulo VI. elevado ao cardeal e recebeu em 25 de fevereiro as insígnias do cardeal .
Durante seu mandato, ele participou nas quatro sessões do Concílio Vaticano II em parte e teve 1978 participantes em dois conclaves , nomeadamente a eleição do Papa I. John Paul eo Papa João Paulo II. Durante o Sínodo dos Bispos da Igreja Católica Copta, em 1971, representou a retenção do celibato para os sacerdotes coptas .
Ele era diretor consagrante Bishop Youhanna Kabe (bispo auxiliar em Alexandria), bispo Stephanos II. Ghattas CM (mais tarde seu sucessor), Bishop Athanasios Abadir (bispo auxiliar em Alexandria), Dom Antonios Naguib (agora Patriarca de Alexandria), Bispo Yousannés Malak (bispo auxiliar em Luxor ) e Bishop Aghnatios Elias Yaacoub SJ (bispo de Luxor). Como Mitkonsekrator ele tomou parte nas ordenações episcopais de Dom Isaac Ghattas (bispo de Luxor), o arcebispo Paul Nousseir (bispo de Minya ) e BishopYouhanna Nueir OFM (bispo auxiliar em Luxor) com.
Por razões de idade, ele passou a 24 de maio de 1986 a permissão papal para aposentar-se e foi até sua morte em 23 de agosto de 1987 Emérito Patriarca de Alexandria.